# Turzyca Reichenbacha
Turzyca Reichenbacha (Carex pseudobrizoides Clavaud) – gatunek byliny z rodziny ciborowatych. Występuje w Europie. W Polsce jest rzadka i objęta ochroną.

## Rozmieszczenie geograficzne
Występuje w Europie, od Francji na zachodzie, przez Belgię, Holandię, Niemcy, Czechy, Słowację i Polskę, po Litwę i Białoruś na wschodzie. W Polsce jest gatunkiem rzadkim. Rośnie tylko w części południowo-zachodniej.

## Morfologia

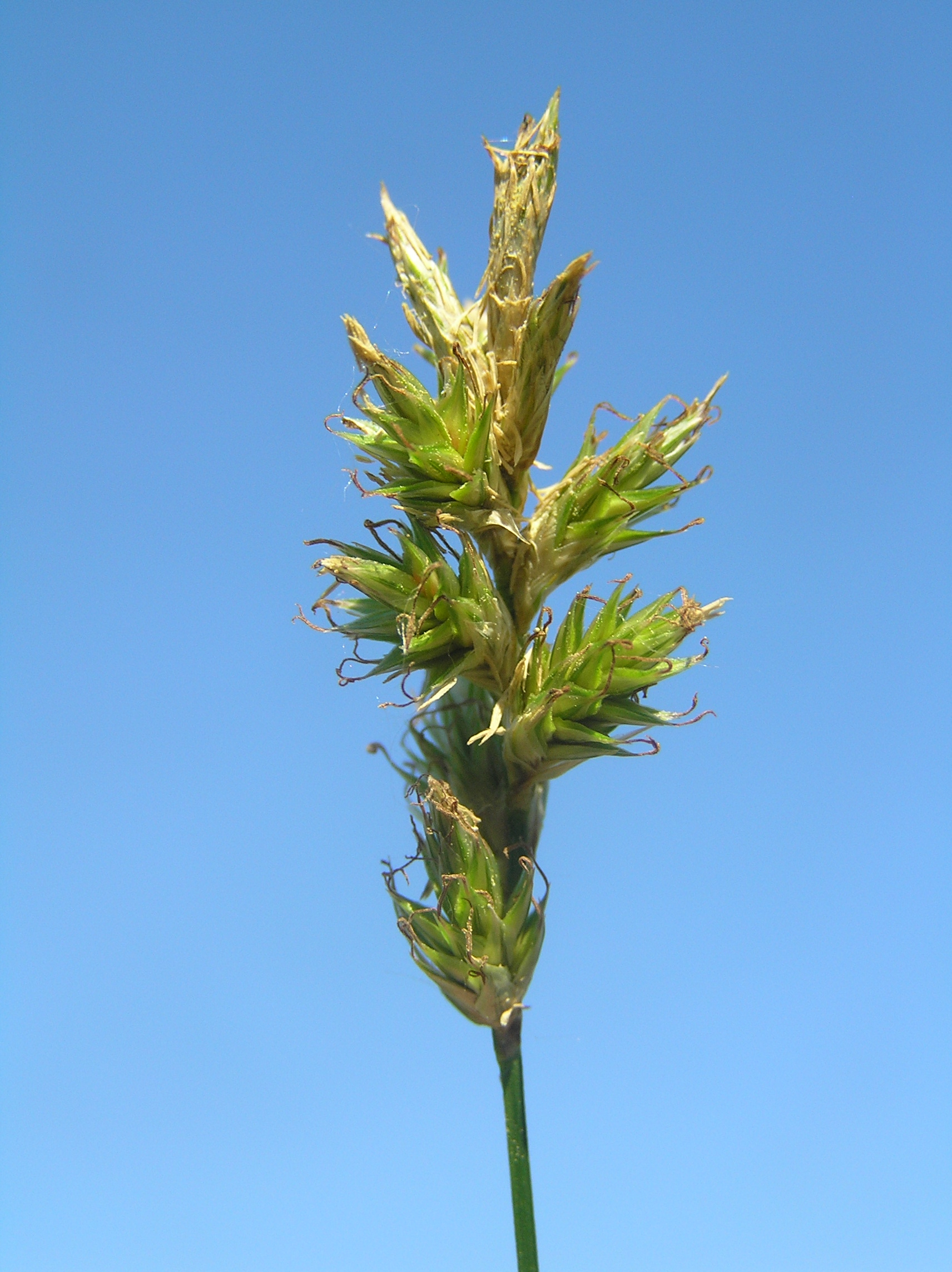
Kłosy

PokrójRoślina trwała, wysokości 30–50 cm, z długimi, nadziemnymi rozłogami, na których wyrastają kwitnące łodygi.
LiścieŻywozielone, płaskie, szorstkie na brzegu, szerokości 2 mm.
KwiatyZebrane w 6–12 jajowatych kłosów. Przysadki białosłomkowe lub bladordzawe z zielonym kantem, jajowatolancetowate, zaostrzone. Pęcherzyki lancetowate, długości 5 mm, z ząbkowanymi, szerokimi i zielonymi skrzydełkami, zwężone w długi, zgięty, dwuzębny dzióbek.

## Biologia i ekologia
Bylina, hemikryptofit. Rośnie w widnych lasach sosnowych.   

## Zagrożenia i ochrona
Gatunek umieszczony na Czerwonej liście roślin i grzybów Polski (2006) w kategorii zagrożenia R (rzadki - potencjalnie zagrożony). W wydaniu z 2016 roku otrzymał kategorię VU (narażony). Od 2014 roku jest objęty w Polsce ochroną częściową.